# اوک هیل (شهرستان فرفکس، ویرجینیا)
اوک هیل (به انگلیسی: Oak Hill) یک منطقهٔ مسکونی در ایالات متحده آمریکا است که در شهرستان فرفکس، ویرجینیا واقع شده‌است. اوک هیل ۱۰۷٫۹ متر بالاتر از سطح دریا واقع شده‌است.